# Lustschloss Tschifflik

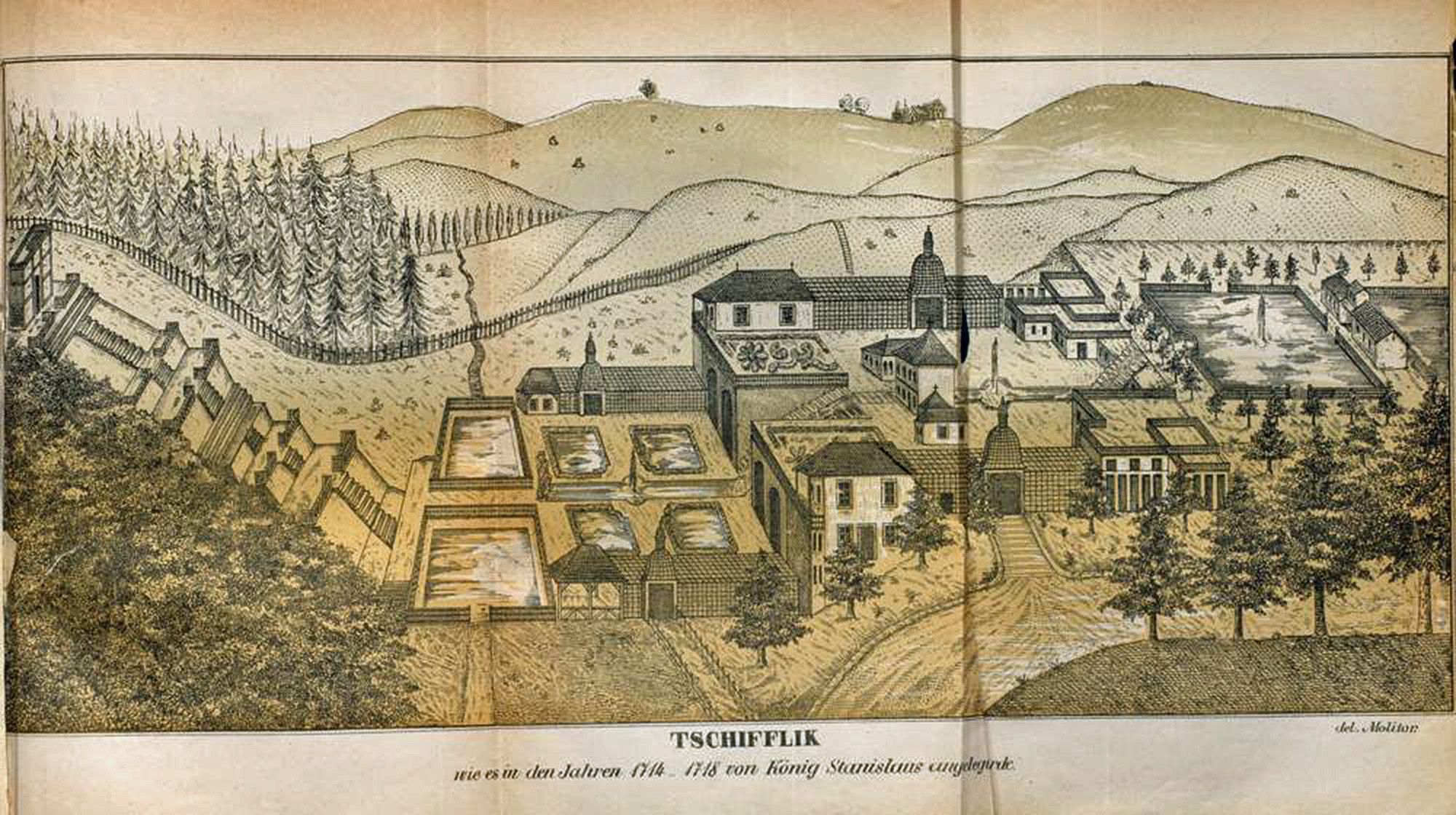
Ludwig Alois Molitor: Tschifflik wie es in den Jahren 1714–1718 von König Stanislaus angelegt wurde

Das Lustschloss Tschifflik (zu bulgarisch чифлик ‚Landgut‘, aus türkisch Çiftlik ‚Bauernhof‘) bei Zweibrücken wurde in den Jahren 1715 und 1716 von Stanislaus I. Leszczyński, dem exilierten König von Polen und Großfürst von Litauen, als Sommerresidenz erbaut. Nach seinen Ideen wurde die Anlage vom schwedischen Baumeister Jonas Erikson Sundahl geplant und baulich realisiert. Tschifflik gilt als typisches Beispiel barocker Gartenarchitektur.

## Geschichte
Die Anlage entstand zur Zeit des ersten Exils Stanislaus’, das er von 1714 bis 1718 in Pfalz-Zweibrücken verbrachte. Die Wahl des bulgarischen Namens Tschifflik geht wohl auf Stanislaus’ vorhergehenden Aufenthalt in Bender zurück. Der 1716 von der königlichen Familie bezogene Komplex war durch eine 4 km lange und 2,50 m hohe umgebende Mauer von der Außenwelt abgeriegelt und umfasste neben dem Haupthaus zwei Wohnhäuser, eine Terrassenanlage mit Appartements, zwei Nutzhäuser und ein umfangreiches Gartenareal mit Freilichtbühne und variantenreichen Wasseranlagen. Stanislaus und Sundahl orientierten sich in der Planung am gegebenen, durch Schneisen gekennzeichneten Gelände östlich der Stadt und nutzten die natürliche Struktur dazu, den Fluss der Wasserspiele ausschließlich physikalisch-mechanisch zu erzeugen. Die Pläne, insbesondere die zur Gartenanlage, konnten allerdings während Stanislaus’ Aufenthalt nicht komplett realisiert werden.
Herzog Gustav Samuel Leopold ließ 1728 die von Stanislaus nicht komplett realisierte Sommerresidenz durch den Architekten Sundahl vollenden. Nach dessen Tod zerfiel die Anlage und wurde erst zur Zeit Herzog Christians IV.  wiederbelebt. Christian beauftragte den Gartenarchitekten Johann Ludwig Petri mit einer zeitgemäßen Erneuerung und Erweiterung Tschiffliks. Petri orientierte sich dabei unter anderem an der englischen Gartenbaukunst.
Nach der französischen Revolution wurde das Gelände dem Landgestüt Zweibrücken zur Nutzung zugesprochen. Die ursprüngliche Anlage fiel praktischen Erfordernissen zum Opfer und zerfiel. 1887 erwarb die Stadt Zweibrücken das Terrain. Nördlich des Areals lag die ehemalige Tschiffliker Mühle und noch heute der ehemalige Bahnhof Tschifflick-Niederauerbach.

## Fasanerie
Von 1757 bis 1769 wurde im Garten eine Fasanerie eingerichtet. Unter dem Namen Fasanerie ist das Areal den Einheimischen heute besser bekannt als unter dem Ursprungsnamen Tschifflik. Die Fasaneriebergstraße teilt den umgebenden Wald in zwei ungleiche Hälften. Zum einen in den kleineren Luitpoldpark westlich der Fasaneriebergstraße und östlich der Fasaneriebergstraße in den sogenannten Ehrbusch.
Innerhalb des Mauerrings befindet sich im Norden die Ruine einer Turmhügelburg des frühen 12. Jahrhunderts mit Grundmauern eines rechteckigen Turmhauses, zwei Zisternen, Ringmauer, Schildmauer der Vorburg und Halsgraben.

## Gegenwart

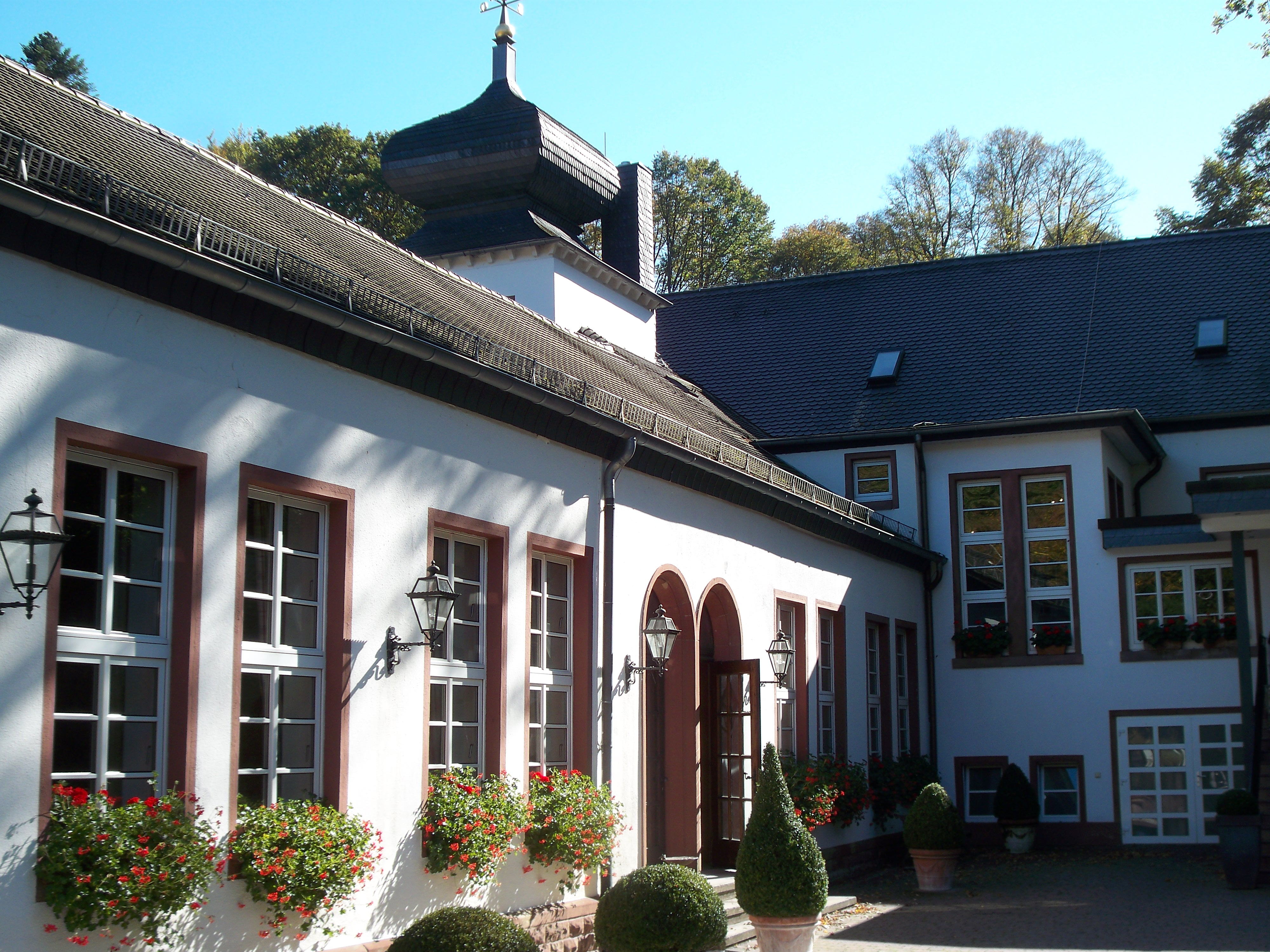
Gartenseite des Hotels Fasanerie

In den 1930er Jahren wurde das Gelände durch die Errichtung eines Ausflugslokals neu belebt, heute steht dort ein Hotel. In den 1970er Jahren wurde ein Wildrosengarten angelegt, der über den „Rosenweg“ mit dem Rosengarten Zweibrücken verbunden ist. Ebenfalls zu dieser Zeit wurde am Nordende des Areals eine kleine Burganlage entdeckt und freigelegt, deren Entstehung auf das frühe 12. Jahrhundert datiert wird.
Der denkmalgeschützte historische Fasanengarten, der dem heutigen Naherholungsgebiet „Fasanerie“ seinen Namen gab, wurde von 2006 bis Mai 2008 im Rahmen des neu angelegten Themenweges „Gärten und Landschaft“ von der Stadt Zweibrücken mit Förderung der EU in weiten Teilen erneuert. Der barocke Ursprung wurde bei der Sanierung mit modernen Nutzungsmöglichkeiten im Sinne eines Naherholungsgebiets kombiniert. Tschifflik gehört zu den Sehenswürdigkeiten der Barockstraße SaarPfalz.